# Côte Pavée (métro de Toulouse)
Côte Pavée est une future station du métro de Toulouse, située entre les stations François-Verdier et Limayrac – Cité de l'Espace dans le quartier Côte Pavée, à l'est de Toulouse. Elle sera située sur la future troisième ligne du métro toulousain, la ligne C. Sa construction a débuté fin 2022, pour une mise en service en 2028.

## Caractéristiques
La station se situerait dans le quartier Côte Pavée, à l'est de Toulouse. L'emplacement précis de la station étant au départ inconnu, la station devait se situer non loin de la rue de Limayrac, au bord de l'avenue Jean Rieux,. Elle se situe finalement à côté de la bibliothèque de la Côte Pavée. L'objectif de cette station, avec celles de Limayrac – Cité de l'Espace et d'Ormeau, est de désenclaver l'est toulousain, aujourd'hui non desservi par un axe de transports en commun structurant. Par ailleurs, Tisséo espère 9 400 à 10 600 validations quotidiennes dans la station, ce qui en ferait alors la sixième station la plus fréquentée de la ligne, signe que l'importance de la station dans ce quartier est marquée. Comme le reste de la ligne passant au cœur de Toulouse, la station devrait être souterraine.
Ce sera une station profonde, avec des quais à 30 mètres sous le niveau du sol.
Un parvis devrait être aménagé et une réorganisation de l'espace pour favoriser les modes cyclables et piétons doit être effectuée, alors qu'une aire de stationnement pour les vélos doit être aménagé.
La station devrait être desservie par la ligne de BHNS Linéo 8, qui dessert actuellement l'arrêt Leygue, étant le plus proche de l'emplacement de la future station.

## Construction
La construction de la station comme de l'ensemble de la ligne devrait débuter en 2022, pour une mise en service programmée en 2028.
La station est franchie en juillet 2025 par le tunnelier Marguerite de Catellan, en provenance de la station Limayrac.

## Aménagement culturel
La station accueillera une œuvre d'Eva Jospin.

## À proximité
- Bibliothèque Côte Pavée
- Canal du Midi